# Narva-Jõesuu

Narva-Jõesuu (em alemão: Hungerburg) é uma cidade na região de Ida-Viru, Estônia, localizada na costa norte estoniana do Mar Báltico, na fronteira com a Rússia. A tradução literal para o nome da cidade é "Foz do Rio Narva". Ela costumava ser um spa freqüentado pelos nobres de São Petersburgo.
Narva-Jõesuu está localizada no final nordeste da trilha E9 European Coastal Path, ou Sentier Européen du Littoral, que percorre cerca de 5.000 km (3.125 milhas) a partir do Cabo de São Vicente em Portugal.